# Corybas himalaicus
Corybas himalaicus är en orkidéart som först beskrevs av George King och Robert Pantling, och fick sitt nu gällande namn av Rudolf Schlechter. Corybas himalaicus ingår i släktet Corybas, och familjen orkidéer. Inga underarter finns listade i Catalogue of Life.